# Enrico Grigoli
Enrico Grigoli (né le 22 octobre 1978 à Vérone,) est un coureur cycliste italien, actif dans les années 1990 et 2000.

## Biographie
Bon sprinteur, Enrico Grigoli a notamment remporté deux étapes du Baby Giro chez les amateurs. Il a également évolué au niveau professionnel en 2004 et en 2005. 

## Palmarès
- 1999
  - 2e de la Medaglia d'Oro Ottavio Bottecchia
- 2000
  - 9e étape du Baby Giro
  - 3e du Circuito di Sant'Urbano
- 2001
  - 9e étape du Baby Giro
- 2002
  - Circuito dell'Assunta
  - Giro delle Tre Province (it)
  - 2e du Mémorial Polese
  - 3e de La Popolarissima
  - 3e de la Coppa Comune di Piubega
- 2003
  - Vicence-Bionde
  - Trofeo Filmop
  - Medaglia d'Oro Città di Villanova
  - 3e du Gran Premio Brefer
  - 3e du Trofeo Papà Cervi